# Dusona libauensis
Dusona libauensis là một loài tò vò trong họ Ichneumonidae.